# Anna Kournikova (złośliwe oprogramowanie)
Anna Kournikova – robak komputerowy, napisany przez holenderskiego programistę Jana de Wita. Rozprzestrzenił się po świecie w lutym 2001 za pomocą poczty elektronicznej. Nie uszkadzał komputera. 

## Historia
Robak został napisany 11 lutego 2001 roku przez 20-letniego Jana de Wita. Istnieje pogłoska, że napisany został w kilka godzin, a sam de Wit miał rozmawiać z rodzicami o spowodowanym przez niego problemie. Następnie miał oddać się w ręce władz miasta Sneek, w którym mieszkał. Inny twórca wirusów, David Smith, pracujący pod przykrywką FBI, zidentyfikował autora robaka, a 14 lutego Jan de Wit oddał się w ręce policji.

## Szkody
Program ten nie uszkadzał danych na komputerze. Robak wykorzystywał pocztę e-mail, by się rozprzestrzenić. Użytkownik otrzymuje wiadomość „Cześć, sprawdź to” i plik „AnnaKournikova.jpg.vbs”. Robak pojawiał się w e-mailu z tematem „Here you have, ;0”.